# Amblyopone silvestrii
Amblyopone silvestrii é uma espécie de formiga do gênero Amblyopone.